# Municipio de Franklin (condado de Clermont)
El municipio de Franklin (en inglés, Franklin Township) es un municipio del condado de Clermont, Ohio, Estados Unidos. Tiene una población estimada, a mediados de 2021, de 3626 habitantes.

## Geografía
Está ubicado en las coordenadas 38°49′42″N 84°5′24″O / 38.82833, -84.09000. Según la Oficina del Censo de los Estados Unidos, tiene una superficie total de 104.1 km², de la cual 102.0 km² corresponden a tierra firme y 2.1 km² son agua.

## Demografía
Según el censo de 2020, en ese momento había 3604 personas residiendo en la zona. La densidad de población era de 35.3 hab./km². El 94.64% de los habitantes eran blancos, el 0.72% eran afroamericanos, el 0.25% eran amerindios, el 0.22% eran asiáticos, el 0.22% eran de otras razas y el 3.94% eran de una mezcla de razas. Del total de la población, el 0.97% eran hispanos o latinos de cualquier raza.